# Petra Rossner

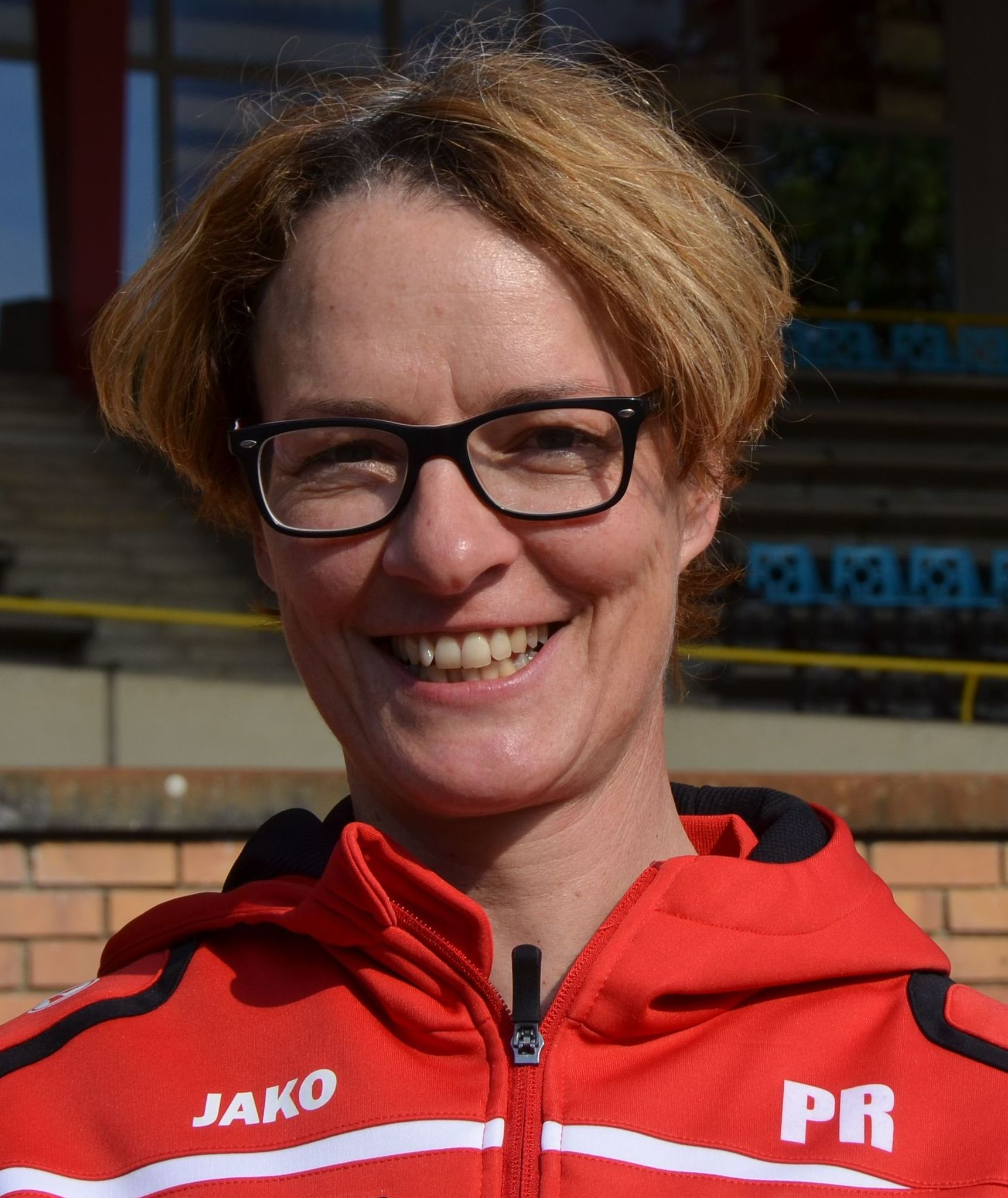
Petra Rossner al 2014

Petra Rossner (Leipzig, Saxònia, 14 de novembre de 1966) és una ciclista alemanya, ja retirada, que va combinar el ciclisme en pista i en carretera. Es va retirar el 2004.
Va començar a competir per la República Democràtica Alemanya. El 1991 es va proclamar Campiona del món de Persecució, i l'any següent, el 1992, als Jocs Olímpics de Barcelona va guanyar un or en la mateixa disciplina. En ruta ha guanyat nombroses curses de la Copa del Món, però no va passar a professionals fins a l'any 1999, amb 32 anys.
És parella de la també ciclista Judith Arndt.

## Palmarès en pista
- 1991
  -  Campiona del món de persecució
  -  Campiona d'Alemanya en Persecució
  -  Campiona d'Alemanya en Puntuació
- 1992
  -  Medalla d'or als Jocs Olímpics de Barcelona en Persecució individual
  -  Campiona d'Alemanya en Persecució
  -  Campiona d'Alemanya en Puntuació
- 2001
  -  Campiona d'Alemanya en Persecució
  -  Campiona d'Alemanya en Puntuació

## Palmarès en ruta
- 1986
  - Campiona de la RDA en ruta
- 1987
  - Campiona de la RDA en ruta
  - 1a a la Volta a la RDA
  - Vencedora d'una etapa de la Družba Žen
- 1988
  - Vencedora d'una etapa de la Družba Žen
  - Vencedora de 5 etapes al Giro d'Itàlia
  - Vencedora d'una etapa al Tour de Finisterre
  - Vencedora de 3 etapes a la Volta a la RDA
  - Vencedora de 2 etapes al Tour de l'Aude
- 1989
  - Vencedora de 2 etapes al Tour de l'Aude
  - Vencedora de 4 etapes al Giro d'Itàlia
- 1990
  - Campiona de la RDA en ruta
  - 1a al Rund um den Henninger Turm
  - 1a al Stausee Rundfahrt
  - 1a al Tour de Schellenberg
  - Vencedora d'una etapa del Tour de l'Aude
  - Vencedora d'una etapa al Giro d'Itàlia
  - Vencedora de 3 etapes al Postgiro
- 1991
  - Vencedora d'una etapa del Tour de la Baixa Saxònia
  - Vencedora de 2 etapes del Tour de la Drôme
  - Vencedora de 3 etapes del Gran Premi del Cantó de Zuric
- 1992
  - Vencedora d'una etapa del Tour de l'Aude
- 1994
  - Vencedora d'una etapa de la Volta a Portugal
- 1995
  - Vencedora de 6 etapes al Giro d'Itàlia
  - Vencedora d'una etapa de la Volta a Turíngia
  - Vencedora d'una etapa de la Rothman's Classic
  - Vencedora d'una etapa de la Volta a Mallorca
  - Vencedora d'una etapa de Tour ciclista femení
- 1996
  - 1a a la Liberty Classic
  - Vencedora d'una etapa del Tour de l'Aude
  - Vencedora d'una etapa al Giro del Trentino
- 1997
  - Vencedora d'una etapa de la Volta a Mallorca
- 1998
  - 1a a la Liberty Classic
  - Vencedora d'una etapa de la Women's Challenge
  - Vencedora de 2 etapes del Gran Bucle
- 1999
  - 1a a la Liberty Classic
  - 1a al Tour Beneden-Maas
  - Vencedora de 3 etapes del Holland Ladies Tour
  - Vencedora d'una etapa de la Women's Challenge
  - Vencedora de 2 etapes del Gran Bucle
  - Vencedora d'una etapa de la Volta a Turíngia
  - Vencedora de 2 etapes al Giro d'Itàlia
  - Vencedora de 2 etapes del Tour de l'Aude
- 2000
  - 1a a la Liberty Classic
  - 1a al Sea Otter Classic i vencedora de 2 etapes
  - Vencedora d'una etapa de la Women's Challenge
  - Vencedora d'una etapa del Gran Bucle
  - Vencedora de 2 etapes al Tour de l'Aude
- 2001
  -  Campiona d'Alemanya en ruta
  - 1a a la Liberty Classic
  - 1a al Holland Ladies Tour i vencedora de 3 etapes
  - Vencedora de 2 etapes del Tour de l'Aude
  - Vencedora de 2 etapes de la Volta a Turíngia
  - Vencedora de 2 etapes de la Volta a Mallorca
  - Vencedora d'una etapa de la Women's Challenge
- 2002
  - 1a a la Copa del món
  - 1a a la Liberty Classic
  - 1a al Rotterdam Tour
  - 1a a la Canberra World Cup
  - 1a a la World Cup Hamilton City
  - Vencedora de 2 etapes de la Women's Challenge
  - Vencedora de 2 etapes a la Gracia Orlová
  - Vencedora d'una etapa del Tour de l'Aude
  - Vencedora d'una etapa del Gran Bucle
- 2003
  - Vencedora de 2 etapes a la Gracia Orlová
  - Vencedora d'una etapa del Tour de l'Aude
  - Vencedora de 2 etapes del Gran Bucle
- 2004
  -  Campiona d'Alemanya en ruta
  - 1a a la Liberty Classic
  - 1a al Rotterdam Tour
  - 1a a la Volta a Nuremberg
  - Vencedora d'una etapa del Geelong Tour
  - Vencedora d'una etapa a la Gracia Orlová
  - Vencedora d'una etapa del Tour del Gran Mont-real
  - Vencedora de 2 etapes de la Volta a Turíngia
  - Vencedora d'una etapa al Tour de Feminin-Krásná Lípa